# Саганатам
Саганатам (каз. Сағанатам) — тип казахських історичних надгробних пам'яток, поширений на Устюрті і Мангишлаку, а також у долинах річок Емба і Сагиз. У народі іноді використовується синонімічна назва «керегетам» .

## Опис
Саганатам є прямокутною (в поодиноких випадках багатогранною) кам'яною огорожею без перекриття. При цьому бічні стіни виконуються зі зниженням висоти до середини. За чотирма кутами споруди можуть встановлюватися колони, а стіни можуть бути прикрашені орнаментованими порталами. Саганатам зводився без фундаменту, а його основа викладалася у вигляді рамки каменем.
Для будівництва використовувалися плоскі плити, вирубані або випиляні з каменю. Їх розміри, як правило, становили 60-70 см завдовжки, 40-50 см завширшки і 7-10 см завтовшки. Ширина саганатама зазвичай дорівнювала 60-65 см.
У деяких випадках на стіни наносилися зображення озброєних кінних воїнів і навіть цілі сцени військових подвигів та інших дій похованих людей. Інші поширені зображення — зброя, предмети побуту, музичні інструменти, худоба. На окремих пам'ятниках батирів з племені адай на згадку про боротьбу з каспійськими морськими піратами зображені кораблі.
Саганатами відомі з часів Середньовіччя, проте найбільшого поширення набули в XIX — на початку XX століть.